# Liste de films tournés dans le département de la Moselle
Un certain nombre d'œuvres cinématographiques et télévisuelles ont été tournées dans le département de la Moselle.
Voici une liste à compléter de films, téléfilms, feuilletons télévisés, films documentaires... tournés dans le département de la Moselle classés par commune et lieu de tournage et date de diffusion.

## A
- Haut – A
- B
- C
- D
- E
- F
- G
- H
- I
- J
- K
- L
- M
- N
- O
- P
- Q
- R
- S
- T
- U
- V
- W
- X
- Y
- Z

- Aéroport Metz-Nancy-Lorraine :
  - 2012 : Faux coupable, téléfilm de Didier Le Pêcheur[1]

- Amnéville
  - 2012 : La Clinique de l'amour de Artus de Penguern[2]

- Augny
  - 2001 : Le Bout des lèvres de Nicolas Birkenstock[3]

## B
- Haut – A
- B
- C
- D
- E
- F
- G
- H
- I
- J
- K
- L
- M
- N
- O
- P
- Q
- R
- S
- T
- U
- V
- W
- X
- Y
- Z

- Bataville
  - 2008 : Bienvenue à Bataville de François Caillat

- Bitche
  - 2012 : Malgré-elles de Denis Malleval[4]

## C
- Haut – A
- B
- C
- D
- E
- F
- G
- H
- I
- J
- K
- L
- M
- N
- O
- P
- Q
- R
- S
- T
- U
- V
- W
- X
- Y
- Z

- Chanville
  - 2012 : Faux coupable, téléfilm de Didier Le Pêcheur

## D
- Haut – A
- B
- C
- D
- E
- F
- G
- H
- I
- J
- K
- L
- M
- N
- O
- P
- Q
- R
- S
- T
- U
- V
- W
- X
- Y
- Z

## E
- Haut – A
- B
- C
- D
- E
- F
- G
- H
- I
- J
- K
- L
- M
- N
- O
- P
- Q
- R
- S
- T
- U
- V
- W
- X
- Y
- Z

## F
- Haut – A
- B
- C
- D
- E
- F
- G
- H
- I
- J
- K
- L
- M
- N
- O
- P
- Q
- R
- S
- T
- U
- V
- W
- X
- Y
- Z

- Faulquemont
  - 1952 : Les Hommes de la nuit de Henri Fabiani[5]

- Forbach
  - 2014 : Party Girl de Marie Amachoukeli-Barsacq[6]

- Freyming-Merlebach
  - 1998 : Une minute de silence  de Florent Emilio-Siri[7]
  - 2014 : Party Girl de Marie Amachoukeli-Barsacq[6]

## G
- Haut – A
- B
- C
- D
- E
- F
- G
- H
- I
- J
- K
- L
- M
- N
- O
- P
- Q
- R
- S
- T
- U
- V
- W
- X
- Y
- Z

- Gorze
  - 2012 : Le Tombeau de la garde de Patrick Basso[8]

- Gravelotte
  - 2012 : Le Tombeau de la garde de Patrick Basso[8]

## H
- Haut – A
- B
- C
- D
- E
- F
- G
- H
- I
- J
- K
- L
- M
- N
- O
- P
- Q
- R
- S
- T
- U
- V
- W
- X
- Y
- Z

- Hayange
  - 1973 : L'Héritier de Philippe Labro[9]
  - 1982 : J'ai épousé une ombre de Robin Davis[10]
  - 2004 : Les Rivières pourpres 2 : Les Anges de l'apocalypse de Olivier Dahan
  - 2006 : Le Cri mini-série de Hervé Baslé[11]

- Hémilly
  - 2012 : Faux coupable, téléfilm de Didier Le Pêcheur (Chapelle Notre Dame du Chêne)

- Hombourg-Haut
  - 2014 : Party Girl de Marie Amachoukeli-Barsacq[6]

## I
- Haut – A
- B
- C
- D
- E
- F
- G
- H
- I
- J
- K
- L
- M
- N
- O
- P
- Q
- R
- S
- T
- U
- V
- W
- X
- Y
- Z

## J
- Haut – A
- B
- C
- D
- E
- F
- G
- H
- I
- J
- K
- L
- M
- N
- O
- P
- Q
- R
- S
- T
- U
- V
- W
- X
- Y
- Z

- Jouy-aux-Arches
  - 2001 : Le Bout des lèvres de Nicolas Birkenstock[3]

## K
- Haut – A
- B
- C
- D
- E
- F
- G
- H
- I
- J
- K
- L
- M
- N
- O
- P
- Q
- R
- S
- T
- U
- V
- W
- X
- Y
- Z

## L
- Haut – A
- B
- C
- D
- E
- F
- G
- H
- I
- J
- K
- L
- M
- N
- O
- P
- Q
- R
- S
- T
- U
- V
- W
- X
- Y
- Z

## M
- Haut – A
- B
- C
- D
- E
- F
- G
- H
- I
- J
- K
- L
- M
- N
- O
- P
- Q
- R
- S
- T
- U
- V
- W
- X
- Y
- Z

- Metz :
  - 1971 : L'Albatros de Jean-Pierre Mocky[12]
  - 1973 : L'Héritier de Philippe Labro[9]
  - 1973 : Travaux occasionnels d'une esclave de Alexander Kluge[13]
  - 1978: Judith Therpauve de Patrice Chéreau
  - 1980 : La Provinciale de Claude Goretta[14]
  - 1991 : Robin des Bois, prince des voleurs de Kevin Reynolds
  - 1992 : Ville à vendre de Jean-Pierre Mocky[15]
  - 1994 : Lothringen ! de Danièle Huillet[16]
  - 1997 : Le Loup-garou de Paris de Anthony Waller[17]
  - 2001 : Le Bout des lèvres de Nicolas Birkenstock[3]
  - 2010 : Henry (film, 2010) de Kafka et Pascal Rémy[18]
  - 2011 : The Hunters de Chris Bryant (Fort de Queuleu)[19]
  - 2012 : Faux coupable, téléfilm de Didier Le Pêcheur[1]
  - 2012 : Le Tombeau de la garde de Patrick Basso[8]
  - 2014 : Party Girl de Marie Amachoukeli-Barsacq[6]
  - 2015 : La Volante de Christophe Ali et Nicolas Bonilauri[20]

## N
- Haut – A
- B
- C
- D
- E
- F
- G
- H
- I
- J
- K
- L
- M
- N
- O
- P
- Q
- R
- S
- T
- U
- V
- W
- X
- Y
- Z

## O
- Haut – A
- B
- C
- D
- E
- F
- G
- H
- I
- J
- K
- L
- M
- N
- O
- P
- Q
- R
- S
- T
- U
- V
- W
- X
- Y
- Z

## P
- Haut – A
- B
- C
- D
- E
- F
- G
- H
- I
- J
- K
- L
- M
- N
- O
- P
- Q
- R
- S
- T
- U
- V
- W
- X
- Y
- Z

- Pange
  - 2012 : Le Tombeau de la garde de Patrick Basso (Château de Pange)[8]

- Petite-Rosselle
  - 2014 : Party Girl de Marie Amachoukeli-Barsacq[6]

## Q
- Haut – A
- B
- C
- D
- E
- F
- G
- H
- I
- J
- K
- L
- M
- N
- O
- P
- Q
- R
- S
- T
- U
- V
- W
- X
- Y
- Z

## R
- Haut – A
- B
- C
- D
- E
- F
- G
- H
- I
- J
- K
- L
- M
- N
- O
- P
- Q
- R
- S
- T
- U
- V
- W
- X
- Y
- Z

- Rettel
  - 1989 : Le Traître (De falschen hond) de Menn Bodson et Marc Olinger[21]

- Rhodes
  - 2017 : Capitaine Marleau `Saison 1, Épisode 6 : La Nuit de la lune rousse série télévisée de Josée Dayan (Parc animalier de Sainte-Croix)

- Rombas
  - 2010 : Ich bin eine Terroristin (Je suis une terroriste) de Valérie Gaudissart[22]

## S
- Haut – A
- B
- C
- D
- E
- F
- G
- H
- I
- J
- K
- L
- M
- N
- O
- P
- Q
- R
- S
- T
- U
- V
- W
- X
- Y
- Z

- Sarrebourg
  - 1968 : Adolphe ou l'Âge tendre de Bernard Toublanc-Michel

- Sarreguemines
  - 1971 : L'Albatros de Jean-Pierre Mocky[12]
  - 1998 : Douche froide de Pierre Alt (Studio United Films, 1A rue Auguste Thomire)[23]

- Spicheren
  - 2014 : Party Girl de Marie Amachoukeli-Barsacq[6]

## T
- Haut – A
- B
- C
- D
- E
- F
- G
- H
- I
- J
- K
- L
- M
- N
- O
- P
- Q
- R
- S
- T
- U
- V
- W
- X
- Y
- Z

- Thionville
  - 1973 : L'Héritier de Philippe Labro[9]
  - 2000 : Le Chocolat de Lasse Hallström[24]

## U
- Uckange :
  - 2012 : Faux coupable, téléfilm de Didier Le Pêcheur (Parc du Haut fourneau U4)[1]
  - 2014 : La Trace des Pères, film documentaire de Emmanuel Graff[1],[25]

- Haut – A
- B
- C
- D
- E
- F
- G
- H
- I
- J
- K
- L
- M
- N
- O
- P
- Q
- R
- S
- T
- U
- V
- W
- X
- Y
- Z

## V
- Val de Fensch :
  - 2012 : Faux coupable, téléfilm de Didier Le Pêcheur[1]

- Volmerange-les-Mines
  - 2003 : Le Club des chômeurs de Andy Bausch[26]

- Haut – A
- B
- C
- D
- E
- F
- G
- H
- I
- J
- K
- L
- M
- N
- O
- P
- Q
- R
- S
- T
- U
- V
- W
- X
- Y
- Z

## W
- Haut – A
- B
- C
- D
- E
- F
- G
- H
- I
- J
- K
- L
- M
- N
- O
- P
- Q
- R
- S
- T
- U
- V
- W
- X
- Y
- Z

## X
- Haut – A
- B
- C
- D
- E
- F
- G
- H
- I
- J
- K
- L
- M
- N
- O
- P
- Q
- R
- S
- T
- U
- V
- W
- X
- Y
- Z

## Y
- Haut – A
- B
- C
- D
- E
- F
- G
- H
- I
- J
- K
- L
- M
- N
- O
- P
- Q
- R
- S
- T
- U
- V
- W
- X
- Y
- Z

## Z
- Haut – A
- B
- C
- D
- E
- F
- G
- H
- I
- J
- K
- L
- M
- N
- O
- P
- Q
- R
- S
- T
- U
- V
- W
- X
- Y
- Z